# Sesto Fiorentino
Sesto Fiorentino település Olaszországban, Toszkána régióban, Firenze megyében. Lakosainak száma 48 742 fő (2023. január 1.). Sesto Fiorentino Calenzano, Campi Bisenzio, Fiesole, Firenze és Vaglia községekkel határos.

## Népesség
A település lakossága az elmúlt években az alábbi módon változott:
| Lakosok száma | 49 093 | 49 091 | 48 742 |
|               | 2013   | 2018   | 2023   |

## Híres emberek
Itt született 1562. május 6-án Pietro Bernini szobrász, festő, Giovanni Lorenzo Bernini édespaja (elhunyt 1629-ben)